# Síndrome de Ramsay Hunt tipo 2
El síndrome de Ramsay Hunt tipo 2 consiste en la asociación de parálisis facial y herpes zóster, con afectación del conducto auditivo externo y/o la membrana timpánica. Se puede acompañar de sordera, acúfenos y vértigos.
En las personas con el síndrome de Ramsay-Hunt, se cree que el virus varicela-zóster (VVZ) infecta al nervio facial (VII) cercano al oído interno, lo cual lleva a que se presente infección, irritación, inflamación y lesión del nervio facial, seguido del nervio acústico y a veces aparecen lesiones cutáneas en el interior del conducto auditivo externo y la piel circunvecina de la oreja y cara ipsilateral.
No es infrecuente que se reactive la infección local por el VVZ posterior a procedimientos quirúrgicos con manipulación de los nervios craneales V, VII y VIII, como es en casos de la descompresión microvascular del nervio trigémino o del nervio facial. En formas extraordinarias también puede acompañarse de lesiones vesiculares en el territorio de alguna rama del nervio trigémino.

## Historia
El síndrome lleva el nombre de James Ramsay Hunt, el neurólogo que lo describió por primera vez.

## Signos y síntomas
El diagnóstico es clínico, esto es, el médico experto determina la extensión de la debilidad facial reconocida primero por el enfermo, asimetría al elevar las cejas, dificultad para cerrar los párpados con desviación del globo ocular ipsilateral, asimetría al fruncir los músculos de la nariz, dificultad para gesticular, masticar y comer (el alimento se escurre hacia el lado de la comisura bucal afectada), soplar y expresarse durante los movimientos finos de la cara, debilidad de los músculos de la mejilla ipsilateral con desviación de la comisura bucal hacia el lado contrario, este dato es indicativo del lado afectado; y busca lesiones cutáneas tipo pequeñas vesículas de contenido líquido transparente acuoso, puede presentarse una erupción dolorosa en el tímpano, en la lengua o en el paladar en el mismo lado de la debilidad facial; además de hipoacusia o anacusia (sordera) en el mismo lado, sensación de que las cosas están girando alrededor (vértigo).
La causa es la reactivación de la infección por el (VVZ) de los nervios facial y auditivo.

## Tratamiento
Dosis tempranas y óptimas de antivirales tipo aciclovir (5 mg por kilogramo de peso cada 8 horas por 7 días en infusión intravenosa o vía oral), famciclovir o valaciclovir (1,000 mg tres veces al día durante 7 días). Además, en la fase aguda se recomienda dosis altas de esteroides en infusión intravenosa o una dosis intramuscular inicial seguida de posología oral. Puede requerir antivertiginosos. Mientras debilidad facial persista, use un parche ocular para prevenir lesión a la córnea (abrasión corneal) y daño al ojo si éste no cierra completamente, use sustituto lacrimal tipo metilcelulosa durante el día.
Cabe mencionar que cuánto más rápido se detecte este síntoma, menor el daño que causa el virus. El periodo máximo para reducir el daño es de 3 días, y así, se aumentan las probabilidades de eliminar los síntomas hasta en un 90% de los casos. Las probabilidades se van reduciendo conforme pasan los días.

## Complicaciones
- Daño al ojo y sus membranas: uveítis, queratoconjuntivitis, úlcera corneal, neuritis óptica y glaucoma, entre otras.
- Dolor persistente denominado neuralgia postherpética.
- Cambios en la apariencia de la cara (desfiguración por asimetría) a raíz de la pérdida del movimiento o espasmos de los músculos faciales (EHF) o los párpados.
- Cambios en el sentido del gusto.
- Regeneración aberrante (nervios que vuelven a crecer hacia estructuras erróneas); por ejemplo, sonreír hace que el ojo se cierre.
- Ocasionalmente, el virus se puede diseminar al cerebro (encefalitis), a la médula espinal (mielitis) o sus membranas (meningitis) causando: irritabilidad, debilidad en las extremidades, hiperreflexia, trastorno de la sensibilidad de las extremidades, confusión, somnolencia (letargo), dolor de cabeza, convulsiones, fiebre y en casos graves la muerte.